# ادیث کاول
ادیث لوئیزا کاول (به انگلیسی:Edith Louisa Cavell؛ تلفظ: ‎/ˈkævəl/‎؛ ۴ دسامبر ۱۸۶۵–۱۲ اکتبر ۱۹۱۵ (۴۹ سال)) یک پرستار اهل انگلستان بود. در جنگ جهانی اول او به دلیل نجات جان سربازان بدون تبعیض از هر دو طرف نبرد و کمک به فرار از بلژیک تحت اشغال آلمان به حدود ۲۰۰ سرباز متفقین، که برای آن دستگیر و اعدام شد، بزرگ داشته می‌شود. وی به خیانت متهم شد و توسط یک دادگاه نظامی مقصر شناخته و به اعدام محکوم گردید. علی‌رغم فشارهای بین‌المللی برای عفو، او توسط یک جوخه آتش آلمانی اعدام شد. اعدام وی محکومیت جهانی و پوشش گسترده مطبوعاتی را درپی داشت.
او شب قبل از اعدام گفت: «میهن‌پرستی کافی نیست. من نباید نسبت به کسی نفرت یا تلخی داشته باشم.» این سخنان بعدها بر روی بنای یادبود او در نزدیکی میدان ترافالگار نوشته شد. اعتقادات قوی او به انگلیکان او را سوق داد تا به همه کسانی که به یاری نیاز داشتند، چه سربازان آلمانی و چه متفقین، کمک کند. از او نقل شده‌است که گفته بود: «من نمی‌توانم بایستم در حالی که جان‌هایی برای نجات دادن وجود دارد.» کلیسای انگلستان در تقویم مقدسین خود در ۱۲ اکتبر از او به عنوان قدیس یاد می‌کند.
کاول که در زمان اعدام ۴۹ ساله بود، پیش از آن هم به عنوان پیشگام پرستاری مدرن در بلژیک شناخته شده بود.